# تود ماي
تود ماي (بالإنجليزية: Todd May)‏ هو كاتب وفيلسوف ومؤلف أمريكي، ولد في 1955 في نيويورك في الولايات المتحدة.